# 포켓몬스터 베스트위시
《포켓몬스터 베스트위시》(일본어: ポケットモンスター ベストウイッシュ 포켓토몬스타 베스토윗슈[*], 영어: Pokemon Best Wishes 포켓몬스터 베스트위시스[*])는 일본에서 2010년 9월 23일부터 2013년 9월 26일까지 방영된 포켓몬스터의 네 번째 작품이다. 배경 지방은 하나 지방이다.
대한민국에서는 ㈜포켓몬코리아가 작품을 수입하고, 투니버스가 이를 공급받아 한국어 더빙을 제작하여 2011년 5월 16일부터 방송하였다. 후속 에피소드는 2012년 4월 12일 투니버스에서 《포켓몬스터 베스트위시 Part 2》라는 이름으로 방송하였다. 이후 JEI 재능TV와 대교어린이TV, 애니맥스에서도 방영하였다.
2012년 6월 21일, 닌텐도 DS 게임 〈포켓몬스터 블랙 화이트 2〉가 출시됨에 따라 2기가 새롭게 시작되었다. 그리고 2013년 1월 17일부터 4월 18일까지 《포켓몬스터 베스트위시 2기: 에피소드 N》, 2013년 4월 25일부터 2013년 9월 26일까지 《포켓몬스터 베스트위시 2기: 데코로라 어드벤처 Da!》가 방영되었다. 대한민국에서는 2013년 3월 27일부터 10월 22일까지 방영되었다.

## 방송 기간
| 기수                      | 화수                        | 일본 방영일                       | 한국 방영일 |
| ------------------------- | --------------------------- | --------------------------------- | --- |
| 1기 - Part 1              | 1~38화                      | 2010년 9월 23일 ~ 2011년 6월 30일 | 투니버스 2011년 5월 16일 ~ 8월 1일 재능TV 2012년 12월 17일 ~ 2013년 1월 11일 카툰네트워크 2011년 11월 17일 대교어린이TV 2011년 12월 12일 애니맥스 2012년 5월 1일 |
| 1기 - Part 2              | 39~86화                     | 2011년 7월 7일 ~ 2012년 6월 14일  | 투니버스 2012년 4월 12일 ~ 7월 4일, 10월 25일 ~ 11월 8일 재능TV 2013년 1월 14일 ~ 2월 13일 대교어린이TV 2012년 11월 19일 애니맥스 2012년 11월 19일               |
| 2기                       | 87~110화 (2기: 1~24화)      | 2012년 6월 21일 ~ 2013년 1월 10일 | 투니버스 2013년 3월 27일 ~ 5월 2일 재능TV 2013년 4월 10일 ~ 5월 16일 애니맥스 2013년 4월 10일 대교어린이TV 2013년 4월 11일                                       |
| 2기 에피소드 N            | 111~122화 (시즌 2: 25~38화) | 2013년 1월 17일 ~ 4월 18일        | 투니버스 2013년 5월 8일 ~ 5월 30일 재능TV 2013년 5월 22일 ~ 6월 13일 애니맥스 2013년 5월 22일 대교어린이TV 2013년 5월 23일                                       |
| 2기 데코로라 어드벤처 Da! | 123~142화 (시즌 2: 39~58화) | 2013년 4월 25일 ~ 9월 26일        | 투니버스 2013년 9월 23일 ~10월 22일 재능TV 2013년 10월 9일 ~ 11월 6일 애니맥스 2013년 10월 9일 대교어린이TV 2013년 10월 9일                                      |
| 2기 스페셜                | 143~144화 (시즌 2: 59~60화) | 2013년 10월 3일, 2013년 10월 10일 | 투니버스 2014년 4월 14일 재능TV 2014년 4월 29일 |

## 극장판
| 기수 | 제목                                                        | 일본 개봉일     | 한국 개봉일 |
| ---- | ----------------------------------------------------------- | --------------- | --- |
| 1    | 비크티니와 흑의 영웅 제크로무 비크티니와 백의 영웅 레시라무 | 2011년 7월 16일 | 극장개봉 2011년 12월 22일 재능TV 2013년 3월 2일(흑) 재능TV 2013년 3월 3일(백)                                                  |
| 2    | 큐레무 VS 성검사 케르디오                                   | 2012년 7월 14일 | 극장개봉 2012년 12월 19일 투니버스 2013년 5월 8일 재능TV 2013년 5월 17일 애니맥스 2013년 5월 17일 대교어린이TV 2013년 8월 18일 |
| 3    | 신의 속도 게노세크트 뮤츠의 각성                            | 2013년 7월 13일 | 극장개봉 2014년 1월 9일 투니버스 2014년 4월 15일 재능TV 2014년 4월 26일 애니맥스 2014년 4월 26일                               |

## 오프닝/엔딩

#### 오프닝
| # | 제목                | 방영시작화                                           | 종영화                                               | 한국 적용                                      |
| - | ------------------- | ---------------------------------------------------- | ---------------------------------------------------- | ---------------------------------------------- |
| 1 | 베스트윗슈!         | 포켓몬스터 베스트위시 제 1화 2010년 9월 23일         | 포켓몬스터 베스트위시 제 83화 2012년 6월 14일        | Another Challenge 포켓몬스터 베스트위시 시즌 1 |
| 2 | 화살표가 되어!      | 포켓몬스터 베스트위시 시즌 2 제 1화 2012년 6월 21일  | 포켓몬스터 베스트위시 시즌 2 제 24화 2013년 1월 10일 | 내 친구와 함께 포켓몬스터 베스트위시 시즌 2    |
| 2 | 화살표가 되어! 2013 | 포켓몬스터 베스트위시 시즌 2 제 25화 2013년 1월 17일 | 포켓몬스터 베스트위시 시즌 2 제 38화 2013년 4월 18일 | 우리는 하나 포켓몬스터 베스트위시 시즌 2       |
| 3 | 여름다워진 언덕길   | 포켓몬스터 베스트위시 시즌 2 제 39화 2013년 4월 25일 | 포켓몬스터 베스트위시 시즌2 제 60화 2013년 9월 26일  | 찬란한 계절 포켓몬스터 베스트위시 시즌2        |

#### 엔딩
| # | 제목                           | 방영시작화                                           | 종영화                                              | 한국 적용                                                                                          |
| - | ------------------------------ | ---------------------------------------------------- | --------------------------------------------------- | -------------------------------------------------------------------------------------------------- |
| 1 | 마음의 팡파레                  | 포켓몬스터 베스트위시 제 3화 2010년 9월 30일         | 포켓몬스터 베스트위시 제 14화 2010년 12월 23일      | 함께 걸어가는 길 포켓몬스터 베스트위시 시즌1                                                       |
| 1 | 마음의 팡파레 [2절]            | 포켓몬스터 베스트위시 제 15화 2011년 1월 6일         | 포켓몬스터 베스트위시 제 25화 2011년 3월 31일       | 함께 걸어가는 길 포켓몬스터 베스트위시 시즌1 하나지방 포켓몬 외워 보자 포켓몬스터 베스트위시 시즌1 |
| 2 | 포켓몬 말할 수 있을까 BW       | 포켓몬스터 베스트위시 제 26화 2011년 4월 7일         | 포켓몬스터 베스트위시 제 51화 2011년 10월 6일       | 하나지방 포켓몬 외워 보자 포켓몬스터 베스트위시 시즌1 무지개 저편 포켓몬스터 베스트위시 시즌1      |
| 2 | 포켓몬 말할 수 있을까 BW [2절] | 포켓몬스터 베스트위시 제 52화 2011년 10월 13일       | 포켓몬스터 베스트위시 제 60화 2011년 12월 22일      | 무지개 저편 포켓몬스터 베스트위시 시즌1                                                            |
| 3 | 일곱색의 아치                  | 포켓몬스터 베스트위시 제 61화 2012년 1월 5일         | 포켓몬스터 베스트위시 제 79화 2012년 5월 10일       | 무지개 저편 포켓몬스터 베스트위시 시즌1                                                            |
| 4 | 봐봐☆여길                      | 포켓몬스터 베스트위시 제 80화 2012년 5월 17일        | 포켓몬스터 베스트위시 시즌2 제 24화 2013년 1월 10일 | 무지개 저편 포켓몬스터 베스트위시 시즌1 나아나야 포켓몬스터 베스트위시 시즌2                       |
| 5 | 사쿠라 고 라운드               | 포켓몬스터 베스트위시 시즌 2 제 25화 2013년 1월 17일 | 포켓몬스터 베스트위시 시즌2 제 38화 2013년 4월 18일 | 우리들의 추억 포켓몬스터 베스트위시 시즌 2                                                         |
| 6 | 손을 잡자                      | 포켓몬스터 베스트위시 시즌 2 제 39화 2013년 4월 25일 | 포켓몬스터 베스트위시 시즌2 제 60화 2013년 9월 26일 | 손을 잡고 포켓몬스터 베스트위시 시즌2                                                              |

## 등장인물
- 주인공은 한지우(사토시), 아이리스, 덴트다.
- 스타팅 포켓몬은 터검니, 주리비얀, 뚜꾸리, 수댕이다.
- 환상의 포켓몬은 비크타니, 조로아크, 메로엣타다.
- 전설의 포켓몬은 레시라무, 제크로무, 큐레무다.